# Андрій Югославський
принц Андрій "Югославський" Карагеоргієвич (серб.Андреј Карађорђевић 28 червня 1929, Блед, Королівство Югославія  — 7 травня 1990, Ірвайн, Орандж, Каліфорнія, США) — принц королівства Югославія.Після повалення династії перебував в екзилі, титул був суто номінальним

## Життєпис
Народився у Бледі, Королівстві сербів, хорватів і словенців, згодом — королівстві Югославії, нині Словенії. Він був наймолодшою дитиною короля Югославії Олександра I  та Марії Румунської, дочки короля Румунії Фердинанда I і Марії Единбурзької .

## Вигнання
Після падіння монархії в Югославії він емігрував до Лондона, де після закінчення математичного Клерського коледжу Кембриджського університету  став страховим посередником.

## Особисте життя
2 серпня 1956 року він одружився з принцесою Крістіною Маргаретою  (10 січня 1933 — 21 листопада 2011) у Кронберг-ім-Таунус, Німеччина. Вона була старшою дитиною принца Крістофа Гессенського та його дружини принцеси Софії Грецької та Данської, її мати була сестрою князя Філіпа, герцога Единбурга.
Пара розлучилася в Лондоні 31 травня 1962 року.
18 вересня 1963 року одружився з принцесою Кірою з Лейнінгена (18 липня 1930 — 24 вересня 2005), дочкою Карла, князя Лейнінгена та великої княгині Марії Кирилівни . У них було троє дітей. 
Утретє Андрій одружився з Євою Марією Анделькович (народилася 26 серпня 1926 року в Сербії) 30 березня 1974 року в Палм-Спрінгзі, штат Каліфорнія, США.

## Смерть

Royal Monogram of Prince Andrew of Yugoslavia

Він був визнаний мертвим у своєму автомобілі в Ірвіні, штат Каліфорнія, США 7 травня 1990 року. Смерть була визначена самогубством. Його рештки спочатку були поховані в Новому Грачаницевому монастирі, Третьому озері, штат Іллінойс. Вони залишалися там до 2013 року, коли вони були повернуті до Сербії та поховані в церкві Святого Георгія, Опланак, 26 травня 2013 року.